# Stuart Williams
Stuart Grenville Williams (Wrexham, 9 juli 1930 – Southampton, 5 november 2013) was een voetballer uit Wales.
Williams was verdediger en speelde tussen 1954 en 1965 43 interlands voor Wales.  Op 9 mei 1954 debuteerde hij tegen Oostenrijk in Wenen in een vriendschappelijk duel en verloor met 2-0. Hij was deelnemer aan het Wereldkampioenschap voetbal 1958 in Zweden. Het team verloor in de kwartfinales tegen de uiteindelijke winnaar Brazilië door een doelpunt van Pelé. In het boek van Pelé  “My Life and the Beautiful Game” (1977) kijkt hij terug op die wedstrijd en complimenteert onder meer die keiharde verdediger Williams van Wales. Zijn laatste interland was op 1 december 1965 in zijn geboorteplaats tegen Denemarken (4-2, winst).
Hij begon zijn loopbaan in 1949 bij Wrexham AFC, maar vertrok al snel naar West Bromwich Albion FC in Engeland en speelde daar 226 wedstrijden (van 1950 tot 1960) en maakte 6 doelpunten.
Southampton FC was tot 1966 zijn laatste club, hij scoorde daar 3 keer in 150 duels.  
Williams was daarna trainer bij onder andere West Bromwich Albion, Paykan F.C. in Iran, Viking FK in Noorwegen en het Schotse Greenock Morton FC. Na zijn voetballoopbaan werkte hij als autobandenverkoper en financieel controller bij een transportbedrijf in zijn woonplaats Southampton.
Hij overleed in 2013 op 83-jarige leeftijd.